# Plaça de Sant Feliu i carrer Major de les Morisques
La Plaça de Sant Feliu i carrer Major de les Morisques és una obra de Baix Pallars (Pallars Sobirà) inclosa a l'Inventari del Patrimoni Arquitectònic de Catalunya.

## Descripció
Petita placeta de la que neix un carrer porticat com també tenen porxos algunes de les cases amb façanes a la plaça. Les arcades dels porxos són de diferents mides, alguns de mig punt i altres d'arcs rebaixats. Les cases consten de dos o tres pisos alts en els que s'obren amples balcons. Les façanes són en un lateral de la coberta a dues aigües de teula. La major part són arrebossades excepte al basament. Un altre arc dona pas al magnífic pont gòtic sobre la Noguera que porta al monestir i cap Enseu. El nom de la placeta recorda el famós ball de la Morisca que es ballava a Gerri.